# Adelgaster
Adelgaster es el nombre con el que se conoce a un supuesto hijo natural del rey asturiano Silo. Su nombre aparece mencionado en un documento del 17 de enero de 780 del que se duda su autenticidad.
Entre sus actos más notables, destaca la creación del monasterio de Santa María La Real de Obona, en Tineo (Asturias). 
La existencia de este personaje está puesta en entredicho, ya que no se conserva ningún documento ni crónica que lo mencione y es poco probable que no intentara acceder al trono a la muerte de su supuesto padre. Se cree más bien que el citado documento en que se le menciona es una falsificación para dotar al monasterio de un origen más noble. Su donación registrada de una serie de brañas, en el 780 AD, al Monasterio de Santa María de Obona supone el primer testimonio escrito de las brañas astures.